# 李元韬
李元韬（1987年3月25日—），男，上海人，中国大陆配音演员、主持人，供职于上海广播电视台东方广播中心融媒体部。

## 生平
毕业于上海师范大学谢晋影视艺术学院（今上海师范大学影视传媒学院）表演系2005级本科表演班。2009年进入东方广播有限公司，曾任上海故事广播《萌动60分》主持人，上海新闻广播《市民与社会》新媒体主持，东广新闻台《东广早新闻》《东广晚间新闻》主持人。主持《文旅新声代》栏目下的多个《文化韬餮yeah!（专访系列）》。现为上海新闻广播《今晚》主持人，同时，不定期的担任《新闻编辑室》的主持人。
2011年，经资深配音演员倪康引荐，参与了网络游戏《魔兽世界》的配音，由此开始参加配音工作。

## 电视节目
- 2021年湖南卫视《怦然再心动》

## 配音作品
主要角色以粗体显示。

### 电影
- 乔什————《九条命》
- 后藤————《寄生兽》
- ？————《黑白魔女库伊拉》（美国）

### 动画

#### 2021年
- 主上————《风灵玉秀》
- 瑟丝蛋————《布鲁可战队之危客对决》
- 蒙楚———《九九八十一》
- 逆央仙帝————《星辰变》

#### 2020年
- 赵满延————《全职法师 第四季》
- 马克————《灵笼（下）》
- 史丹、旁白————《女武神的餐桌II》
- 无名高手————《秦时明月之沧海横流》
- 吉尔————《大雄的新恐龙》（日本）
- 二营长、基恩——《星骸战士》
- 瑟丝蛋——《布鲁可战队之源星石守卫》

#### 2019年
- 柳毅————《武动乾坤》
- 迈克尔————《穿越火线：幽灵计划》
- 马克————《灵笼》
- 章北海————《三体》概念宣传片
- 布拉德————《愤怒的小鸟2》（美国）

#### 2018年
- 卡冈————《斗破苍穹 第二季》
- 赵满延————《全职法师 第三季》
- 无名高手————《秦时明月之沧海横流》序章
- 鹅考、戴维斯————《斗罗大陆》
- 鱼人————《精灵旅社3》（美国）

#### 2017年
- 金家藩————《拳皇命运》
- 派博士————《百变布鲁可》

#### 2016年
- 鬼木、寒风凛凛————《武庚纪》
- 一辉、艾奥洛斯————《圣斗士星矢：圣域传说》（日本）

#### 2015年
- 噗噜噜————《海绵宝宝历险记：海绵出水》（美国）

### 游戏

#### 单机游戏
- 伊恩·马尔科姆————《侏罗纪世界：进化》
- 华小川堂哥————《古剑奇谭三》
- 广播————《生化危机2 重制版》
- 关羽————《全面战争：三国》
- 阿尔萨斯、苦工————《魔兽争霸3：重制版》
- 刘备————《三国志14》
- 墨涅拉俄斯————《全面战争传奇：特洛伊》
- 亚瑟·詹金斯、小田、汤普森、泰德·福克斯、阿里夫·伊克巴尔————《赛博朋克2077》
- 琥珀眼、士兵4————《生化危机8：村庄》
- 伊恩·马尔科姆————《侏罗纪世界：进化2》
- 维克托————《极限竞速：地平线5》

#### 网络游戏
- 卡德加、赤精————《魔兽世界》
- 阿塔尼斯、怨灵战机————《星际争霸：重制版》
- 阿塔尼斯、塔萨达尔————《星际争霸2》
- 阿塔尼斯、塔萨达尔————《风暴》
- 禅雅塔————《守望先锋》
- 拉亚斯特————《英雄联盟》
- 枪剑士————《地下城与勇士》
- 雷克萨————《第九大陆》
- 杰洛特————《巫师之昆特牌》
- 聂无极————《剑网3》
- 天海————《永劫无间》
- 密客————《Apex英雄》

#### 手机游戏
- 卡德加————《炉石传说》
- 铠、典韦————《王者荣耀》
- 费恩————《虚荣》
- 杰克、小丑、木偶比利（时装）、幸运儿、律师、佣兵————《第五人格》
- 四大天王、东海龙王————《轮回诀》
- 龙雀————《七色》
- 莫雷迪亚————《时之歌》
- 杜仲————《茗心录》
- 酥油茶、松茸土瓶蒸、土豆泥、杏子糖————《食之契约》
- 王翼————《云想之歌》
- 劳伦斯————《王牌战士》
- 夏风————《完美世界》
- 荒川之主————《决战！平安京》
- 钟馗————《云梦四时歌》
- 禁忌猎魔人、剑客————《多多自走棋》
- 阿伦·戈尔————《拉结尔》
- 旁白————《权力的游戏：凛冬将至》
- 夜游神————《神都夜行录》
- 共工————《山海镜花》
- 蓝松————《命运之逆转》
- 陆沉————《光与夜之恋》
- 白玉京————《天涯明月刀》
- 奥兹————《原神》
- 刘备————《三国志幻想大陆》
- 项羽、旁白————《忘川风华录》
- 马克————《灵笼：火种》
- 太史五龙羹————《食物语》
- 维吉尔————《少女的王座》
- 旁白、马腾————《少年三国志：零》
- 顧征————《恋与制作人》
- 周怀夜——《最后的厂牌》
- 左丘肃————《花亦山心之月》
- 顾梵————《绝对演绎》
- 萨尔斯、弹弹————《奥奇传说》
- 雷神————《漫威超级战争》
- 乔岚、欧阳毒、殷鹰王————《少侠江湖志》
- 男影者、乔治、穆图、霍格————《有杀气童话2》
- 黄盖、公孙瓒、严颜、张任、李典、程普————《卧龙吟2》
- 铠————《代号：破晓》
- 公正王————《重返帝国》

### 有声漫画
- 气球小贩————《狩梦人》
- 杰克、裘克————《第五幼儿园》第五人格同人衍生作品
- 杰克————《第五学院》第五人格同人衍生作品
- 荒川之主————《荒川路》阴阳师同人衍生作品

### 广播剧
- 丁小军————《刑警803·艳尸凶案》
- 丁小军————《刑警803·野花劫》
- 范大林————《刑警803·血色工厂》
- 方亚威————《刑警803·天堂里的罪恶》
- ？————《刑警803·微险陷阱》
- ？————《首席女法医·残骸线索》
- ？————《首席女法医·失落的指纹》
- 夏漠————《民国秘事·被偷走的秘密》
- 夏漠————《民国秘事·朱雀堂》
- 张东升————《推理之王·坏小孩》
- 长衫搬舵————《盗墓笔记番外篇》
- 卫野————《大域学宫》
- 朱祁钰————《夔龙玉》
- 共工————《山海镜花》
- 陈捷————《金银潭24小时》
- 马克————《灵笼·囚徒》
- 胡铁花————《楚留香传奇》
- 周怀夜————《最后的厂牌》
- 商骁————《吻痣》
- ？————《忠诚与信仰》

### 现场广播剧
- ？————《声临阿加莎》

### 有声书
- 长山搬蛇————《盗墓笔记 番外篇》
- 庞博————《遮天》

## 话剧作品
- 宋旭东——《大赢家》